# 循貴妃

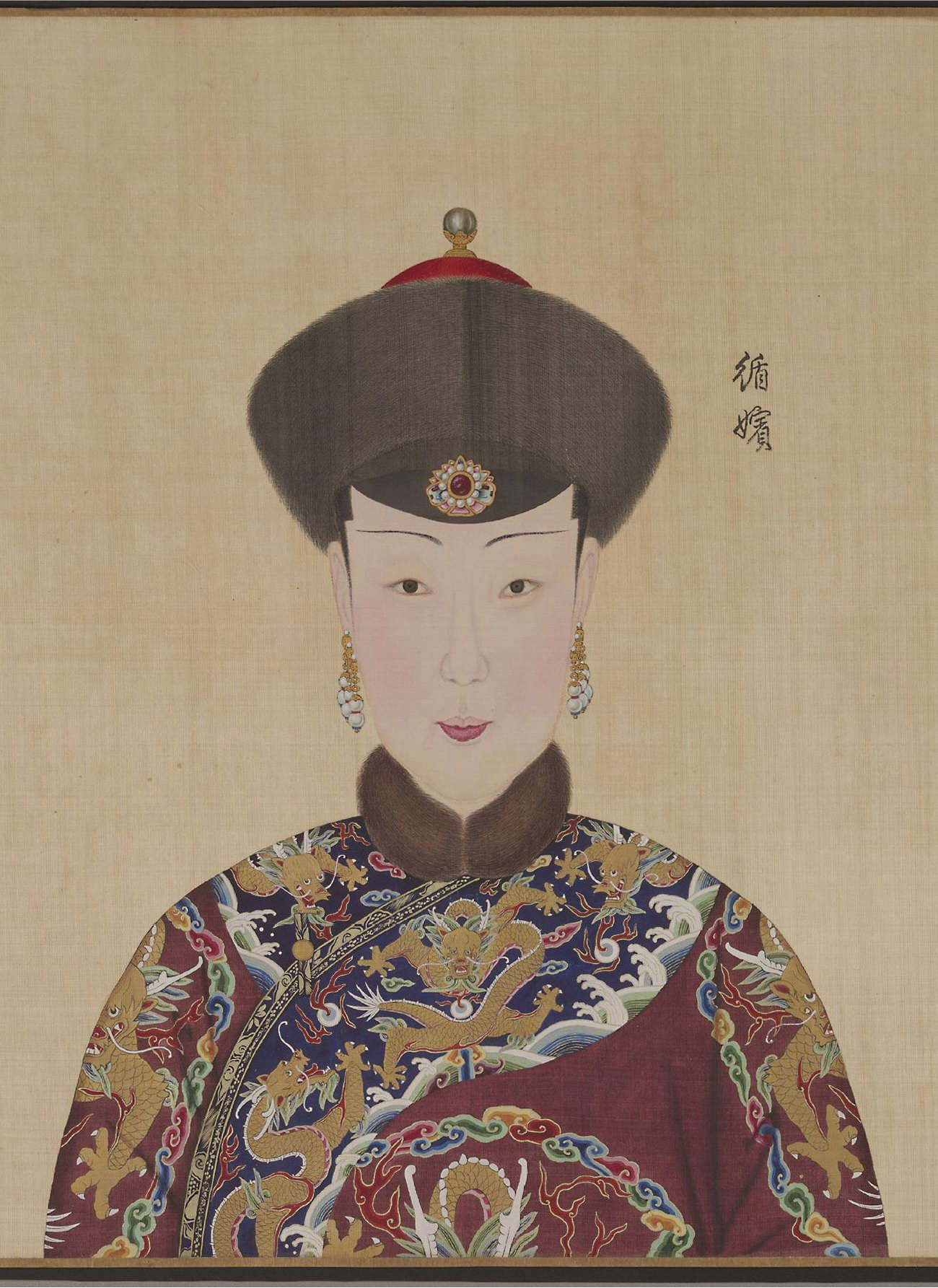
循贵妃画像

循貴妃（1758年—1797年），伊爾根覺羅氏，亦作趙佳氏，滿洲鑲藍旗人，兩廣總督桂林之女、总督鶴年之孙女、侍郎春山之曾孙女，乾隆帝之貴妃。

## 生平
乾隆二十三年九月二十八日出生。
乾隆四十一年（1776年），郎中逢年之侄孫女在外八旗選秀中被指定為內廷主位，原封為貴人，後改封為嬪。同年十一月十四日，賞新封循嬪物品，十一月十八日進宮。「循」對應之滿文為「julungga」，意為「溫和的」，因而宮中檔案又稱為珠隆阿嬪。
乾隆四十四年十月，補行循嬪冊封禮。同年十二月初六日，因其父總督桂林在該年病故 ，奉旨給予其銀三百兩，以示安撫。縱觀循嬪的脉案，可見其主要的病因為肝郁化火。她頸部瘰癆之狀與咳嗽之症亦源於此。雖太醫已用清肝養榮、疏肝解郁諸法，均沒有太大的效果。這並非太醫沒有能力醫治，而是循嬪情志之不遂所致。
乾隆五十九年（1794年）十二月，正式行循妃冊封禮。
嘉慶二年（1797年）九月十七日，舉行循妃四十岁千秋慶典。乾隆帝发现千秋赏赐之物，早在五月就赏给循妃了。乾隆帝便传旨敬事房将乾清宫总管等人治罪。同年十一月二十四日，伊爾根覺羅氏因肺結核病而薨逝，惟沒有乾隆帝正式追赠其为贵妃的记载。《昌瑞山万年统志》、《清皇室四谱》等清宫档案都称其為贵妃，原因不詳。嘉慶四年九月十一日，循貴妃金棺入葬裕陵妃園寢。

## 家族
循貴妃家族原居阿庫里地方，循嬪冊文稱其「毓自名家」。
- 九世祖：胡成額，其玄孫屯多為原任護軍校，五世孫滿都為原任工部尚書，夸柱為原任護軍校，六世孫禮柱為原任中書，同泰為原任郎中，七世孫塔鈕為原任佐領，明保曾任員外郎，八世孫塔色納曾任護軍校[6]。

- 六世祖：惠多。

- 五世祖：杜愷士（都喀士），原任刑部他赤哈哈番，即博士官，配傅察氏。

- 高祖父：海色（海塞），原任钦天监挈壺正，配完颜氏。

- 曾祖父：春山，康熙五十一年進士，選翰林院庶吉士，曾任內閣學士兼禮部侍郎、佐領，官至盛京兵部侍郎。春山先后娶妻瓜尔佳氏、赫舍里氏、瓜尔佳氏、伊拉里氏。春山胞兄原任内阁中书立桂。

- 祖父：鶴年，乾隆元年進士，選庶吉士，曾任佐領、內閣學士、廣東巡撫、山東巡撫、兩廣總督等職，乾隆二十二年去世，贈太子太保、兵部尚書銜，入祀賢良祠。

- 叔祖：逢年（亦冯年、丰年，字书农号耘轩，乾隆三年戊午年五月三十日生，生母伊拉里氏），乾隆二十五年举人，业师蒋奭字南伯江南扬州府江都县任岁贡生，逢年后任户部笔帖、郎中、侍读学士。娶乌雅氏户部尚书海望孙女、工部郎中衡位之女，子常福。逢年好友为和邦额。逢年与循贵妃父桂林年龄相仿，桂林任四川总督，征讨金川，逢年随其入川办理军务。

- 父：桂林，早年出身廩生，曾任山西按察使、戶部侍郎、四川總督，在軍中每日飲酒作樂，以致清軍戰損而被謫戍伊犁，乾隆三十八年七月，予三等侍衛銜，奉命軍前監管軍糧運輸，乾隆四十年，授頭等侍衛，後授四川提督，再調任兩廣，病卒，加贈太子太保銜。

- 叔：常福（逢年子）、成林（鹤年子）广西巡抚，刑部右侍郎、慧林、庆林。

- 姑母：告退五品官瑪爾嵩阿之長子前鋒參領宗室仙祿（即和碩惠獻簡親王傅喇塔之玄孫）之嫡妻[7]。

- 姐妹：協辦大學士琳寧之長子已革哈拉沙爾辦事大臣玉慶之繼妻[8]。